# Dick Nalley
Richard Fields "Dick" Nalley (* 24. Januar 1955 in Indianapolis, Indiana; † 28. August 2002 ebenda) war ein US-amerikanischer Bobsportler.
Nalley schloss 1977 sein Studium an der University of Indianapolis ab, nachdem er dort im Football und in der Leichtathletik aktiv war. Unter anderem konnte er mehrere Meistertitel im Sprint über 100 Meter und 200 Meter gewinnen. Durch die Kombination aus Kraft und Schnelligkeit konnte er mehrmals im Bankdrücken bei regionalen Meisterschaften siegen. Von 1980 bis 1984 gehörte er dem US-amerikanischen Bobteam an. Mit diesem nahm er an den Olympischen Winterspielen 1980 in Lake Placid teil. Im Zweierbob belegte er zusammen mit Howard Siler den 5. Platz; im Viererbob mit Jeff Jost, Siler und Joe Tyler wurde er 13.
Nach dem Ende seiner aktiven Karriere gründete Nalley sein eigenes Fitnessstudio in Indianapolis, welches er für 23 Jahre betrieb. Außerdem war 16 Jahre lang als Feuerwehrmann tätig.
Nalley wurde 1992 in die Hall of Fame des Sports der University of Indianapolis aufgenommen.